# 忍ケ丘駅
忍ケ丘駅（しのぶがおかえき）は、大阪府四條畷市岡山東一丁目にある、西日本旅客鉄道（JR西日本）片町線（学研都市線）の駅である。駅番号はJR-H33。

## 概要
四條畷市にある唯一の駅であるが、寝屋川市との境界付近に位置しているため両市内からの利用がみられる。
なお隣の四条畷駅は四條畷市ではなく、大東市に所在している。

## 歴史
- 1953年（昭和28年）5月1日：日本国有鉄道片町線の星田駅 - 四条畷駅間に新設開業。四條畷市内（当時四條畷町）初の鉄道駅として、住民運動によって誕生した[1]。開業当初は1面1線。
- 1964年（昭和39年）7月1日：荷物扱い廃止[1]。
- 1979年（昭和54年）10月1日：複線高架化完成。相対式2面2線の駅となる。
- 1987年（昭和62年）4月1日：国鉄分割民営化により、西日本旅客鉄道（JR西日本）の駅となる[1]。
- 1988年（昭和63年）3月13日：路線愛称の制定により、「学研都市線」の愛称を使用開始。
- 1992年（平成4年）11月1日：みどりの窓口営業開始[3]。
- 1997年（平成9年）3月8日：Jスルーを導入[4]。
- 2003年（平成15年）11月1日：ICカード「ICOCA」の利用が可能となる[5]。
- 2011年（平成23年）3月8日：JR宝塚・JR東西・学研都市線運行管理システム導入。接近メロディ導入。
- 2018年（平成30年）
  - 3月17日：駅ナンバリングが導入され、使用を開始。
  - 3月20日：この日をもってみどりの窓口の営業を終了[6]。
  - 3月21日：みどりの券売機プラスの利用を開始[6]。一部時間帯駅員無配置となる。
- 2019年（令和元年）6月19日：定期券が購入できる新型券売機設置。

## 駅構造
相対式ホーム2面2線を持つ高架駅。分岐器や絶対信号機がない、停留所に分類される。改札口は地上にあり、京橋寄りの1カ所のみ。2006年1月にエレベーターが設置された。
四条畷駅が管理する被管理の巡回駅で、ICカード乗車券「ICOCA」が利用することができる（相互利用可能ICカードはICOCAの項を参照）。一部時間帯は無人となる。そのため改札機・券売機・精算機付近にはインターホンがあり、無人時間帯はコールセンターのオペレーターが対応し各種機器を遠隔制御している。

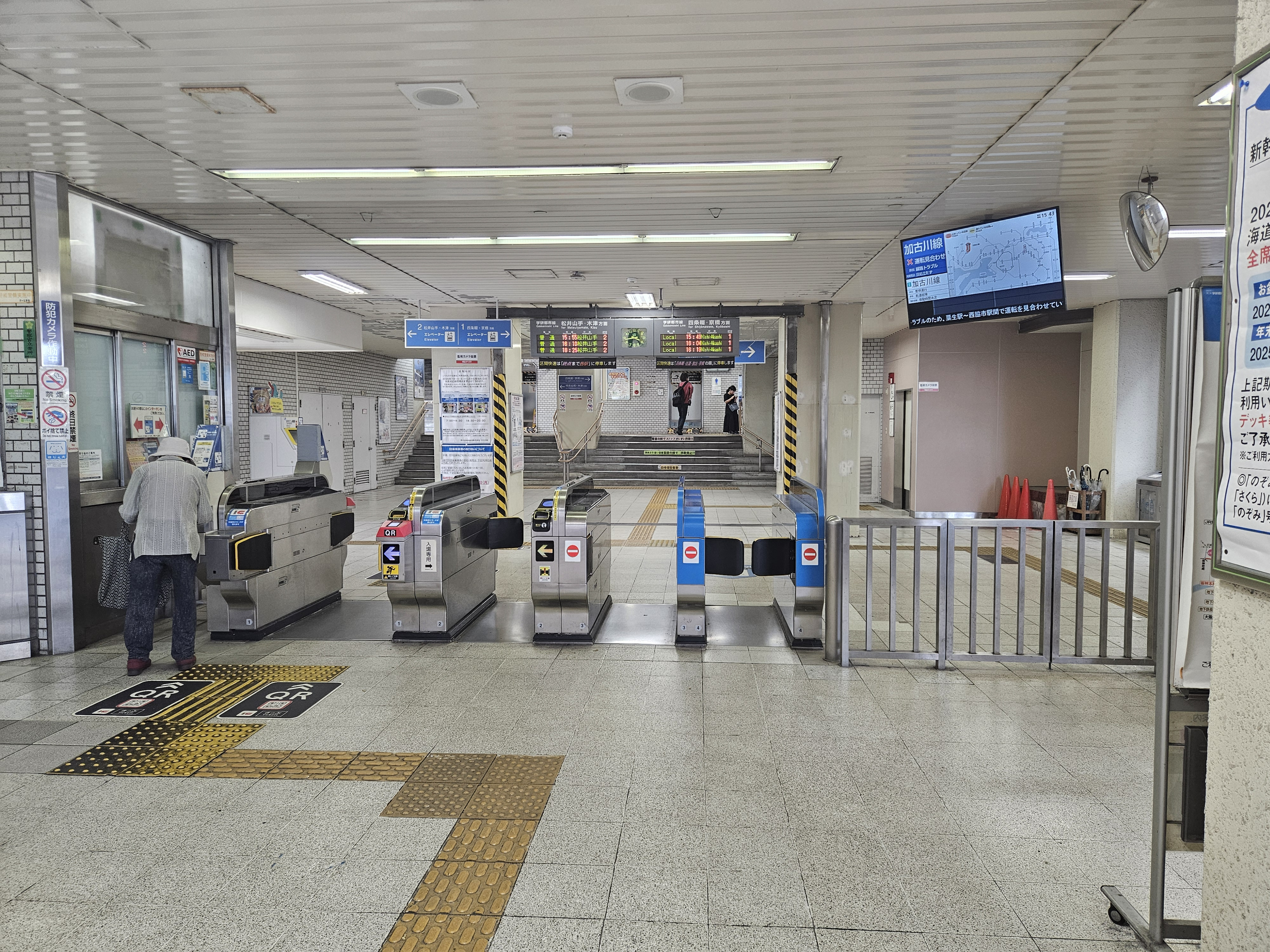
改札口（2025年7月）
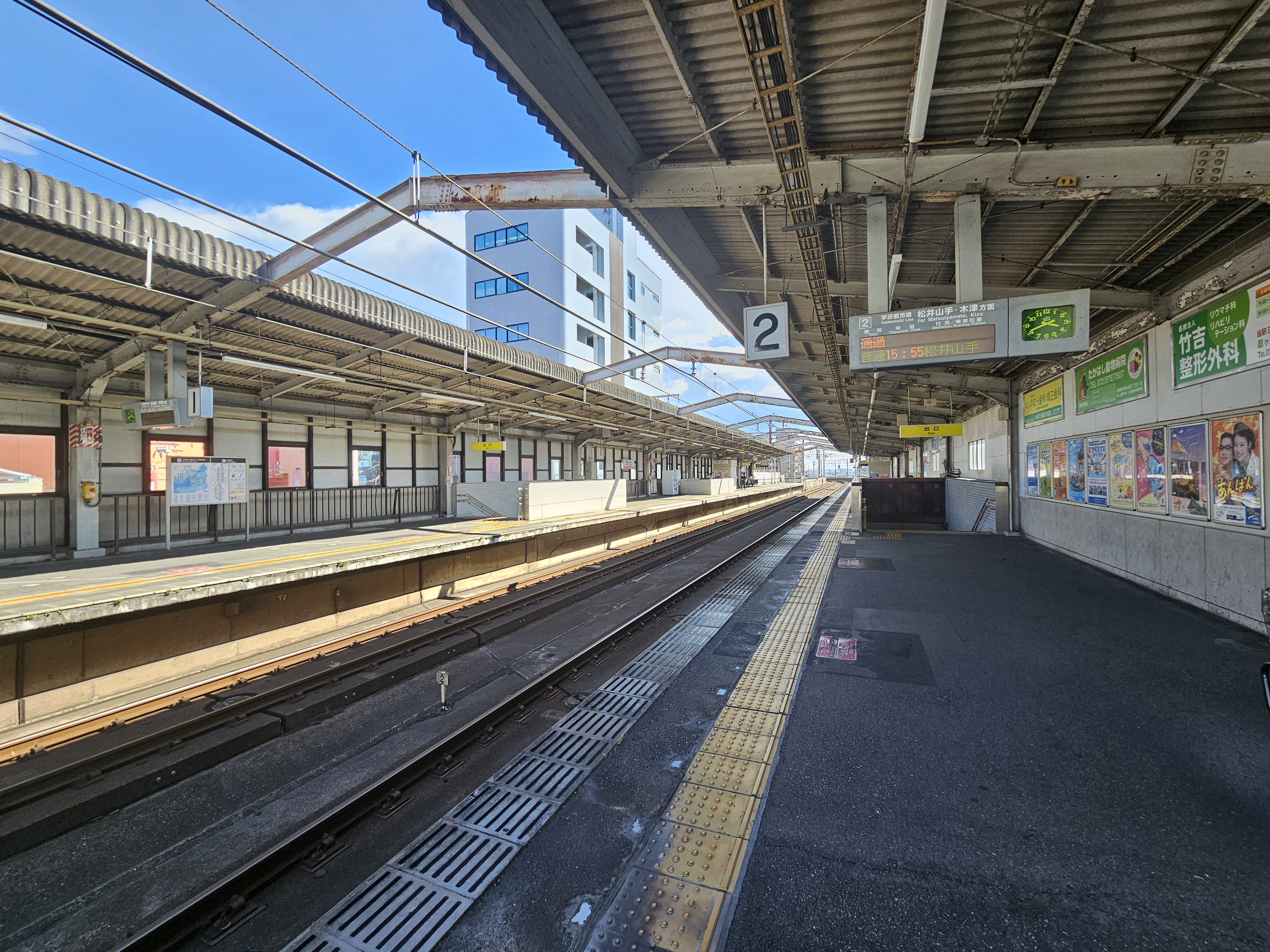
プラットホーム（2025年7月）

### のりば
| のりば | 路線       | 方向 | 行先               |
| ------ | ---------- | ---- | ------------------ |
| 1      | 学研都市線 | 下り | 四条畷・京橋方面   |
| 2      | 学研都市線 | 上り | 同志社前・木津方面 |

- 上表の路線名は旅客案内上の名称（愛称）で表記している。

## 利用状況
2023年（令和5年）度の一日平均乗車人員は8,072人である。快速停車駅の星田駅を上回る。
各年度の1日の平均乗車人員は以下の通りである。
| 年度               | 1日平均 乗車人員 | 出典          |
| ------------------ | ---------------- | ------------- |
| 1988年（昭和63年） | 5,379            | [ 大阪府 1 ]  |
| 1989年（平成元年） | 5,537            | [ 大阪府 1 ]  |
| 1990年（平成02年） | 5,920            | [ 大阪府 2 ]  |
| 1991年（平成03年） | 6,193            | [ 大阪府 3 ]  |
| 1992年（平成04年） | 6,395            | [ 大阪府 4 ]  |
| 1993年（平成05年） | 6,504            | [ 大阪府 5 ]  |
| 1994年（平成06年） | 6,742            | [ 大阪府 6 ]  |
| 1995年（平成07年） | 7,094            | [ 大阪府 7 ]  |
| 1996年（平成08年） | 7,396            | [ 大阪府 8 ]  |
| 1997年（平成09年） | 7,368            | [ 大阪府 9 ]  |
| 1998年（平成10年） | 7,494            | [ 大阪府 10 ] |
| 1999年（平成11年） | 7,599            | [ 大阪府 11 ] |
| 2000年（平成12年） | 7,621            | [ 大阪府 12 ] |
| 2001年（平成13年） | 7,773            | [ 大阪府 13 ] |
| 2002年（平成14年） | 7,840            | [ 大阪府 14 ] |
| 2003年（平成15年） | 8,011            | [ 大阪府 15 ] |
| 2004年（平成16年） | 8,049            | [ 大阪府 16 ] |
| 2005年（平成17年） | 7,904            | [ 大阪府 17 ] |
| 2006年（平成18年） | 8,148            | [ 大阪府 18 ] |
| 2007年（平成19年） | 8,199            | [ 大阪府 19 ] |
| 2008年（平成20年） | 8,238            | [ 大阪府 20 ] |
| 2009年（平成21年） | 8,100            | [ 大阪府 21 ] |
| 2010年（平成22年） | 8,123            | [ 大阪府 22 ] |
| 2011年（平成23年） | 8,219            | [ 大阪府 23 ] |
| 2012年（平成24年） | 8,279            | [ 大阪府 24 ] |
| 2013年（平成25年） | 8,411            | [ 大阪府 25 ] |
| 2014年（平成26年） | 8,324            | [ 大阪府 26 ] |
| 2015年（平成27年） | 8,463            | [ 大阪府 27 ] |
| 2016年（平成28年） | 8,460            | [ 大阪府 28 ] |
| 2017年（平成29年） | 8,536            | [ 大阪府 29 ] |
| 2018年（平成30年） | 8,609            | [ 大阪府 30 ] |
| 2019年（令和元年） | 8,783            | [ 大阪府 31 ] |
| 2020年（令和02年） | 7,038            | [ 大阪府 32 ] |
| 2021年（令和03年） | 7,265            | [ 大阪府 33 ] |
| 2022年（令和04年） | 7,829            | [ 大阪府 34 ] |
| 2023年（令和05年） | 8,072            | [ 大阪府 35 ] |

## 駅周辺
- 忍陵神社
- 忍岡古墳 - 駅名の由来となった古墳
- 大正寺
- ダイエーグルメシティ忍ヶ丘店
- おおさかパルコープ忍ヶ丘店
- ラッキー忍ヶ丘駅前店

　　三屋シャーリング
- 交野支援学校四條畷校（元大阪府立四条畷北高等学校）
- 忍ケ丘ゴルフセンター
- 四條畷市立四條畷中学校
- 四條畷市立忍ヶ丘小学校
- イオンモール四條畷 - 最寄駅だが徒歩15分ほど。

## バス路線
駅南東側のロータリーと駅南側のアカカベ付近に京阪バスが乗り入れる。停留所名はそれぞれ「忍ヶ丘駅」「忍ヶ丘駅口」で、駅名とは「ヶ」の表記が異なる。
ロータリーに乗り入れる一般路線の本数は極めて少ないが、他に門真営業所が四條畷市より委託を受けて運行する四條畷市コミュニティバスの一部も乗り入れており、一般路線とは別に設けられた「コミバスのりば」から発車する。
2017年9月30日までは近鉄バスも乗り入れており、稲田営業所により清滝団地・四條畷電通大方面行きのバスが運行されていた。
| 停留所名   | のりば | 担当 | 路線名       | 系統・行先                    | 備考                          |
| ---------- | ------ | ---- | ------------ | ----------------------------- | ----------------------------- |
| 忍ヶ丘駅   | 1      | 交野 | 高宮四条畷線 | 35号経路：寝屋川市駅（東口）  | 日中3本のみ、高倉経由         |
| 忍ヶ丘駅口 | 東行   | 門真 | 高宮四条畷線 | 20・20A号経路：四条畷駅       |                               |
| 忍ヶ丘駅口 | 西行   | 門真 | 高宮四条畷線 | 20号経路：イオンモール四條畷  | 忍ヶ丘駅口経由、平日朝2本のみ |
| 忍ヶ丘駅口 | 西行   | 門真 | 高宮四条畷線 | 20A号経路：寝屋川市駅（東口） | イオンモール四條畷経由        |

## 隣の駅
西日本旅客鉄道（JR西日本）
 学研都市線（片町線）
■快速
通過
■区間快速・■普通
寝屋川公園駅 (JR-H32) - 忍ケ丘駅 (JR-H33) - 四条畷駅 (JR-H34)

### 記事本文

### 利用状況の出典
1. ↑  大阪府統計年鑑 - 大阪府
2. ↑  四條畷市統計書

大阪府統計年鑑
1. 1 2  大阪府統計年鑑（平成2年） (PDF)
2. ↑  大阪府統計年鑑（平成3年） (PDF)
3. ↑  大阪府統計年鑑（平成4年） (PDF)
4. ↑  大阪府統計年鑑（平成5年） (PDF)
5. ↑  大阪府統計年鑑（平成6年） (PDF)
6. ↑  大阪府統計年鑑（平成7年） (PDF)
7. ↑  大阪府統計年鑑（平成8年） (PDF)
8. ↑  大阪府統計年鑑（平成9年） (PDF)
9. ↑  大阪府統計年鑑（平成10年） (PDF)
10. ↑  大阪府統計年鑑（平成11年） (PDF)
11. ↑  大阪府統計年鑑（平成12年） (PDF)
12. ↑  大阪府統計年鑑（平成13年） (PDF)
13. ↑  大阪府統計年鑑（平成14年） (PDF)
14. ↑  大阪府統計年鑑（平成15年） (PDF)
15. ↑  大阪府統計年鑑（平成16年） (PDF)
16. ↑  大阪府統計年鑑（平成17年） (PDF)
17. ↑  大阪府統計年鑑（平成18年） (PDF)
18. ↑  大阪府統計年鑑（平成19年） (PDF)
19. ↑  大阪府統計年鑑（平成20年） (PDF)
20. ↑  大阪府統計年鑑（平成21年） (PDF)
21. ↑  大阪府統計年鑑（平成22年） (PDF)
22. ↑  大阪府統計年鑑（平成23年） (PDF)
23. ↑  大阪府統計年鑑（平成24年） (PDF)
24. ↑  大阪府統計年鑑（平成25年） (PDF)
25. ↑  大阪府統計年鑑（平成26年） (PDF)
26. ↑  大阪府統計年鑑（平成27年） (PDF)
27. ↑  大阪府統計年鑑（平成28年） (PDF)
28. ↑  大阪府統計年鑑（平成29年） (PDF)
29. ↑  大阪府統計年鑑（平成30年） (PDF)
30. ↑  大阪府統計年鑑（令和元年） (PDF)
31. ↑  大阪府統計年鑑（令和2年） (PDF)
32. ↑  大阪府統計年鑑（令和3年） (PDF)
33. ↑  大阪府統計年鑑（令和4年） (PDF)
34. ↑  大阪府統計年鑑（令和5年） (PDF)
35. ↑  大阪府統計年鑑（令和6年） (PDF)